# رومی رین
رومی رین (به انگلیسی: Romi Rain)(زاده ۱۲ ژانویه ۱۹۸۸ بوستون، ماساچوست) یک بازیگر پورنوگرافی و مدل اروتیک آمریکایی است.

## زندگی‌نامه
رومی رین در ژانویه ۱۹۸۸ در بوستون به دنیا آمد. او در نوجوانی چندین شغل به عنوان پیشخدمت داشت. در هجده سالگی به لس آنجلس نقل مکان کرد و در آنجا به عنوان یک مدل اروتیک برای نشریاتی مانند Lowrider و وب‌سایت‌های لباس زیر زنانه و بیکینی شروع به کار کرد. در ۱۹ سالگی، او به مدت سه سال به عنوان یک رقصنده عجیب و غریب و بورلسک در کلوپ‌های مختلف شهر اجرا کرد.
او فعالیت خود را در صنعت فیلم بزرگسالان را در سال ۲۰۱۲ و در سن ۲۴ سالگی آغاز کرد. او یکی از پرطرفدارترین ستاره‌های پورن در این صنعت می‌باشد که در محصولات استودیوهایی مانند بنگ بروز، ایول اینجل، برزرز و ناتی آمریکا حضور داشته‌است.
در سال ۲۰۱۶، او در کنار ابیگیل مک، نیکی بنز، مونیک الکساندر و آنا فاکس در فیلم Ghostbusters XXX Parody که به عنوان نقیصه پورنو فیلم شکارچیان روح توسط برزرز تهیه شده بود، شرکت کرد.
او در سال ۲۰۱۸ برنده جایزه بهترین هنرمند زن سال در جوایز ایکس بیز شد.
او تا به امروز در بیش از ۷۲۰ فیلم حضور داشته‌است.